# Idrijca s pritoki
Idrijca s pritoki este o arie protejată (arie specială de conservare — SAC, sit de importanță comunitară — SCI) din Slovenia întinsă pe o suprafață de 404,5 ha, integral pe uscat.

## Localizare
Centrul sitului Idrijca s pritoki este situat la coordonatele 46°05′19″N 13°57′44″E / 46.0885°N 13.9623°E.

## Înființare
Situl Idrijca s pritoki a fost declarat sit de importanță comunitară în aprilie 2004 pentru a proteja 1 specie de plante și 7 specii de animale. Situl a fost protejat și ca arie specială de conservare în februarie 2012.

## Biodiversitate
Situată în ecoregiunea alpină, aria protejată conține 2 habitate naturale: Râuri de munte și vegetația erbacee de pe malurile acestora, Râuri de munte și vegetația lor lemnoasă cu Salix elaeagnos.
La baza desemnării sitului se află mai multe specii protejate:
- plante (1): Primula carniolica
- mamifere (1): vidră de râu (Lutra lutra)
- nevertebrate (1): Austropotamobius torrentium
- pești (5): Barbus meridionalis, Barbus plebejus, zglăvoacă (Cottus gobio), Leuciscus souffia, Salmo marmoratus